# Вебер, Бернгард Ансельм
Бернгард Ансельм Вебер (нем. Weber; 1766, Мангейм — 1821, Берлин) — немецкий композитор и капельмейстер.
Ученик знаменитого теоретика аббата Фоглера, у которого получил своё музыкальное образование также и Мейербер. С 1809 года был придворным капельмейстером короля прусского. Хотя главное занятие Вебера было управление оркестром, но он посвящал немало времени композиции.
Из его сочинений наиболее известны:
- «Казак», комическая опера;
- «Герман и Туснельда», опера;

музыка к драматическим произведениям Шиллера и Гёте, как, например:
- «Вильгельм Телль»,
- «Орлеанская дева»,
- «Смерть Валленштейна»,
- «Мессинская невеста».

Будучи подражателем К. В. Глюка, он в своих произведениях показал мало самобытности.
Против Б. А. Вебера направлена дебютная новелла Э. Т. А. Гофмана под названием «Кавалер Глюк».